# Boule de neige (opéra bouffe)
Pour les articles homonymes, voir Boule de neige (homonymie).
Personnages
- Olga, dompteuse
- Balabrelock, Premier ministre
- Le Grand Khan
- La Grande Khane
- Grégorine, fille de Balabrelock
- Schamyl, marchand de fourrures
- Le caporal, commandant de la force armée
- Kachmir, vitrier
- Polkakoff, maitre de danse
- Kassnoiseff, chambellan
- Potapotinski, grand officier de bouche
- Krapack, pharmacien
- Patchouline, solliciteuse
- Praskovia, marchande de fleurs
- Advotiva, marchande de gâteaux
- Nadeje, marchande de fruits
- Kamitchine, marchande d’oranges
- Helena, solliciteuse
- Beresina, solliciteuse
- Orcha, solliciteuse
- Fraritzine, solliciteuse
- Trois dames d’honneur
- Quatre soldats

Boule de neige est un opéra bouffe en trois actes de Jacques Offenbach, sur un livret de Nuitter et Tréfeu, créé le 14 décembre 1871 aux Bouffes-Parisiens.

## Contexte
Boule de neige est une adaptation de Barkouf, dont la représentation à l’Opéra-Comique en 1860 n’avait pas dépassé sept représentations. Dans cette œuvre, le compositeur a formé sa partition de plusieurs morceaux de Barkouf et d’autres ouvrages de sa façon. Barkouf le chien est devenu Boule de neige l’ours, et l’action est passée de Lahore chez le Grand Khan. Offenbach avait ajouté un quatuor et un sextuor syllabique à la partition. Le titre à la pièce devait, à l’origine, être Balabrelock, du nom du premier ministre.

## Argument
Le héros de la pièce est un ours appelé « Boule de neige ». Comme dans Barkouf, un animal a été imposé par le monarque à son peuple devenu ingouvernable, dans l’espoir que la crainte suscité par une bête féroce aura raison raison d’un peuple trop porté aux révolutions et prompt à se soulever. Devenu hospodar, l’ours Boule de neige, signe de sa griffe, par l’intermédiaire de la dompteuse Olga, les décrets les plus grotesques. Lorsque l’amant d’Olga, un vitrier réfractaire du nom de Kachmir, revêt de la peau d'un ours pour échapper aux sbires qui le pourchassent, il finit par remplacer Boule de neige.

## Réception
On a remarqué la romance des Souvenirs, les couplets de la Muselière, la complainte de la grande Ourse, un quartette et un sextuor syllabique. La pièce ne réussit guère mieux que Barkouf, durant néanmoins jusqu’en 1872.

## Distribution lors de la création
| Rôle                                     | Type de voix  | Distribution lors de la première, le 14 décembre 1871 (Chef d'orchestre : Jacques Offenbach) |
| ---------------------------------------- | ------------- | -------------------------------------------------------------------------------------------- |
| Olga, dompteuse                          | soprano       | Marie Peschard                                                                               |
| Balabrelock, Premier ministre            | baryton       | Désiré                                                                                       |
| La Grande Khane                          | mezzo-soprano | Félicia Thierret                                                                             |
| Le Grand Khan                            | baryton       | Montrouge                                                                                    |
| Grégorine, fille de Balabrelock          | soprano       | Bonelli                                                                                      |
| Schamyl, marchand de fourrures           | mezzo-soprano | Nordet                                                                                       |
| Le caporal, commandant de la force armée | ténor         | Jean Berthelier                                                                              |
| Kassnoiseff, chambellan                  | basse         | Édouard Georges                                                                              |
| Kachmir, vitrier                         |               | Duplessis                                                                                    |
| Polkakoff, maitre de danse               |               | Victor                                                                                       |
| Potapotinski, grand officier de bouche   |               | Montbars                                                                                     |
| Patchouline, solliciteuse                |               | De Ribeaucourt                                                                               |
| Krapack, pharmacien                      |               | Guyot                                                                                        |
| Praskovia, marchande de fleurs           |               | Guérin                                                                                       |
| Advotiva, marchande de gâteaux           |               | Ramelli 1re                                                                                  |
| Nadeje, marchande de fruits              |               | Cinty                                                                                        |
| Kamitchine, marchande d’oranges          |               | Rose Marie                                                                                   |
| Helena, solliciteuse                     |               | Camille                                                                                      |
| Beresina, solliciteuse                   |               | Ramelli 2de                                                                                  |
| Orcha, solliciteuse                      |               | Stenio                                                                                       |
| Fraritzine, solliciteuse                 |               | Vidal                                                                                        |
| Trois dames d’honneur                    |               | De Ribeaucourt, Ramelli 1re, Rutha                                                           |
| Quatre soldats                           |               | Darcourt, Vidal, Bony, Judile                                                                |